# Pomeni imen asteroidov: 110001–120000
Pregled pomenov imen asteroidov (malih planetov) od številke 110.001 do 120.000, ki jim je Središče za male planete dodelilo številko in so pozneje dobili tudi uradno ime v skladu z dogovorjenim načinom imenovanja. Pregled je preverjen z Schmadelovim “Slovarjem imen malih planetov” (“Dictionary of Minor Planet Names”). 
Pregled pojasnjuje izvor oziroma pomen imen asteroidov, ki ga je priznala Mednarodna astronomska zveza (IAU). Nekateri asteroidi imajo imajo dodatno pojasnilo o izvoru imena, ki pa vedno ni popolnoma zanesljivo (oznaka “†” ali “‡“). 
| Ime                                                | Začasna oznaka  | Izvor imena |
| 110.001–111.000                                    | 110.001–111.000 | 110.001–111.000 |
| 110001–110100                                      | 110001–110100   | 110001–110100 |
| 110101–110200                                      | 110101–110200   | 110101–110200 |
| 110201–110300                                      | 110201–110300   | 110201–110300 |
| -------------------------------------------------- | --------------- | --- |
| 110288 Libai                                       | 2001 SL262      | Li Bai (701 - 7629, kitajski pesnik, član skupine učenjakov, ki je bila znana kot "Osem nesmrtnih vinske čaše" v pesmi prijatelja pesnika Du Fuja (glej tudi 110289) † |
| 110289 Dufu                                        | 2001 SM262      | Du Fu (712 – 770), kitajski pesnik, skupaj z Li Baijem eden največjih pesnikov (glej 110288) † |
| 110301–110400                                      |                 | |
| 110393 Rammstein                                   | 2001 TC8        | Rammstein, nemška hard rock metal skupina, ime ima po mestu Ramstein-Miesenbach, kjer se je leta 1988 zgodila huda nesreča na letalskem mitingu † ‡ |
| 110401–110500                                      |                 | |
| 110501–110600                                      |                 | |
| 110601–110700                                      |                 | |
| 110701–110800                                      |                 | |
| 110801–110900                                      |                 | |
| 110901–111000                                      |                 | |
| 111.001–112.000                                    |                 | |
| 111001–111100                                      |                 | |
| 111101–111200                                      |                 | |
| 111201–111300                                      |                 | |
| 111301–111400                                      |                 | |
| 111401–111500                                      |                 | |
| 111468 Alba Regia                                  | 2001 YD5        | Alba Regia, "Belo področje", rimsko ime za madžarsko mesto Székesfehérvár, ki je rojstni kraj drugega odkritelja † |
| 111501–111600                                      |                 | |
| 111558 Barrett                                     | 2002 AZ         | Michael Barrett, ameriški ljubiteljski astronom in strasten «lovec» na mrke † |
| 111570 Ágasvár                                     | 2002 AG11       | vrh Ágasvár, (635 m) v gorovju Mátra in njegov hostel Ágasvár, ki je gorska postojanka madžarskih ljubiteljskih astronomov † |
| 111601–111700                                      |                 | |
| 111696 Helenorman                                  | 2002 CU14       | Helen Belton Orman, ameriška profesorica in umetnica † |
| 111701–111800                                      |                 | |
| 111801–111900                                      |                 | |
| 111818 Deforest                                    | 2002 DT         | Craig DeForest, ameriški astronom, strokovnjak za Sonce † |
| 111901–112000                                      |                 | |
| 112.001–113.000                                    |                 | |
| 112001–112100                                      |                 | |
| 112101–112200                                      |                 | |
| 112201–112300                                      |                 | |
| 112233 Kammerer                                    | 2002 KC15       | Andreas Kammerer, nemški fizik in ljubiteljski astronom † |
| 112301–112400                                      |                 | |
| 112328 Klinkerfues                                 | 2002 MU4        | Ernst Friedrich Wilhelm Klinkerfues (1827 – 1884), nemški astronom in meteorolog † |
| 112401–112500                                      |                 | |
| 112501–112600                                      |                 | |
| 112601–112700                                      |                 | |
| 112701–112800                                      |                 | |
| 112797 Grantjudy                                   | 2002 PH165      | Grant R. J. in Judy L. Harding, svak in svakinja odkritelja † ‡ |
| 112798 Kelindsey                                   | 2002 PR165      | Lindsey Annemarie in Kelsey Leanne Harding, nečakinji odkritelja †‡ |
| 112801–112900                                      |                 | |
| 112900 Tonyhoffman                                 | 2002 QS50       | Tony Hoffman, ameriški pesnik, pisatelj, založnik, predstojnik Zveze Ljubiteljski astronomov New Yorka (Amateur Astronomers Association of New York), odkritelj večjega števila blizusončevih kometov in blizuzemeljskega asteroida 2005 JB22 †                                               |
| 112901–113000                                      |                 | |
| 113.001–114.000                                    |                 | |
| 113001–113100                                      |                 | |
| 113101–113200                                      |                 | |
| 113201–113300                                      |                 | |
| 113301–113400                                      |                 | |
| 113355 Gessler                                     | 2002 RW240      | Nick Gessler, ameriški pomočnik direktorja Programa človeških kompleksnih sistemov (Human Complex Systems Program) na Univerzi Kalifornije (UCLA) in uspešen odkritelj asteroidov † |
| 113390 Helvetia                                    | 2002 SU19       | latinsko ime za Švico, kjer je bil asteroid odkrit; Helvetia je tudi narodni simbol † |
| 113401–113500                                      |                 | |
| 113415 Rauracia                                    | 2002 SN28       | Rauracia, skupina Keltov, ki je naseljevala področje gorovja Jura v Švici v obdobju okoli 400 let p. n. št., to je tudi ime uradne himne švicarskega kantona Jura (ta asteroid je tudi prvo telo, ki so ga odkrili na Observatoriju Jurassien-Vicques (Observatoire astronomique jurassien) † |
| 113949 Bahcall                                     | 2002 TV313      | John Norris Bahcall (1934 – 2005), ameriški astrofizik † |
| 113501–113600                                      |                 | |
| 113601–113700                                      |                 | |
| 113701–113800                                      |                 | |
| 113801–113900                                      |                 | |
| 113901–114000                                      |                 | |
| 114.001–115.000                                    |                 | |
| 114001–114100                                      |                 | |
| 114094 Irvpatterson                                | 2002 VX39       | W. Irwin Patterson, ameriški profesor biologije na Luteranski univerzi v Teksasu (Texas Lutheran University) † |
| 114096 Haroldbier                                  | 2002 VA40       | Harold D. Bier, profesor kemije na Luteranski univerzi v Teksasu (Texas Lutheran University) † |
| 114.101–114.200                                    |                 | |
| 114156 Eamonlittle                                 | 2002 VH68       | Eamon Little, irski astronom, prijatelj in sodelavec odkriteljev † |
| 114201–114300                                      |                 | |
| 114239 Bermarmi                                    | 2002 WN         | sestavljeno iz Bernard in Mary, starši odkritelja in njegov brat Michael † |
| 114301–114400                                      |                 | |
| 114401–114500                                      |                 | |
| 114501–114600                                      |                 | |
| 114601–114700                                      |                 | |
| 114649 Jeanneacker                                 | 2003 EN52       | Jeanne Christophe, rojena Acker, odkriteljeva mati † |
| 114701–114800                                      |                 | |
| 114703 North Dakota                                | 2003 FA120      | zvezna država Severna Dakota (North Dakota), ZDA † |
| 114801–114900                                      |                 | |
| 114828 Ricoromita                                  | 2003 OL20       | Enrico Romita, italijanski raziskovalec † |
| 114829 Chierchia                                   | 2003 OC21       | Luigi Chierchia, italijanski profesor matematične analize, prejemnik nagrade Inštituta Henrija Poincaréja v letu 1995 † |
| 114901–115000                                      |                 | |
| 114990 Szeidl                                      | 2003 QV69       | Béla Szeidl, madžarski astronom, predstojnik Observatorija Konkoly (Konkoly Obszervatórium, 1974–1996) in predsednik komisije štev. 27 pri Mednarodni astronomski zvezi (spremenljivke, 1985–1988) †                                                                                          |
| 114991 Balázs                                      | 2003 QY69       | Lajos G. Balázs, madžarski astronom, predstojnik Observatorija Konkoly (Konkoly Obszervatórium), soodkritelj supernove 1969B † |
| 115.001–116.000                                    |                 | |
| 115001–115100                                      |                 | |
| 115058 Tassantal                                   | 2003 RH8        | Antal Tass, madžarski astronom, predstojnik Observatorija Konkoly (Konkoly Obszervatórium) v letih 1916–1936 † |
| 115101–115200                                      |                 | |
| 115201–115300                                      |                 | |
| 115301–115400                                      |                 | |
| 115312 Whither                                     | 2003 SP215      | Whitney in Heather Young, vnukinji odkritelja † |
| 115326 Wehinger                                    | 2003 SC221      | Peter A. Wehinger, ameriški astronom in sodelavec pri razvoju Velikega Magellanovega teleskopa (Giant Magellan Telescope) † |
| 115331 Shrylmiles                                  | 2003 SL224      | Shryl Miles, ameriški borec proti svetlobnemu onesnaženju † |
| 115401–115500                                      |                 | |
| 115449 Robson                                      | 2003 TG10       | Monty Robson, ameriški ustanovitelj in predstojnik Observatorija John J. McCarthy (John J. McCarthy Observatory) † |
| 115477 Brantanica                                  | 2003 UK8        | sestavljeno iz Brandon in Brittany Danielson in Monica Rahn, vnuki odkritelja † |
| 115501–115600                                      |                 | |
| 115561 Frankherbert                                | 2003 UF80       | Frank Herbert (1920 – 1986), ameriški pisatelj, najbolj je znan po romanu Dune † |
| 115601–115700                                      |                 | |
| 115701–115800                                      |                 | |
| 115801–115900                                      |                 | |
| 115801 Punahou                                     | 2003 UW236      | šola Punahou (Punahou School), Honolulu, Havaji, ZDA † |
| 115891 Scottmichael                                | 2003 VW2        | Scott in Michael Young, vnuka odkritelja † |
| 115901–116000                                      |                 | |
| 115950 Kocherpeter                                 | 2003 WT33       | Peter Kocher, švicarski ljubiteljski astronom † |
| 116.001–117.000                                    |                 | |
| 116001–116100                                      |                 | |
| 116101–116200                                      |                 | |
| 116166 Andrémaeder                                 | 2003 XJ         | André Maeder, švicarski astronom, nekdanji predstojnik Observatorij Geneve (Observatoire de Genève ali Observatorium von Genf) † |
| 116201–116300                                      |                 | |
| 116301–116400                                      |                 | |
| 116401–116500                                      |                 | |
| 116501–116600                                      |                 | |
| 116601–116700                                      |                 | |
| 116701–116800                                      |                 | |
| 116801–116900                                      |                 | |
| 116901–117000                                      |                 | |
| 116939 Jonstewart                                  | 2004 GG39       | Jon Stewart, ameriški komedijant, satirik, igralec in producent † |
| 117.001–118.000                                    |                 | |
| 117001–117100                                      |                 | |
| 117032 Davidlane                                   | 2004 JN20       | David Lane, kanadski ljubiteljski astronom, «lovec» na supernove in avtor Vesolje z Zemljo v središču (The Earth Centered Universe) (kontrolni program za planetarije in teleskope) † |
| 117086 Lóczy                                       | 2004 LZ23       | Lajos Lóczy, madžarski geolog, prvi zahodni geolog, ki je opisal strukturo, geomorfologijo in stratigrafijo gorske verige, ki meji na Tibetansko planoto † |
| 117101–117200                                      |                 | |
| 117156 Altschwendt                                 | 2004 QV7        | Observatorij Seng (Sternwarte Seng), Altschwendt, Avstrija, kraj odkritja † |
| 117201–117300                                      |                 | |
| 117240 Zhytomyr                                    | 2004 SX19       | mesto Žitomir, Ukrajina, v katerem je kraj odkritja Andrušivka, tudi rojstni kraj Sergeja Pavloviča Koroljova † |
| 117301–117400                                      |                 | |
| 117329 Spencer                                     | 2004 XJ6        | Henry Spencer, kanadski računalniški strokovnjak in inženir za male satellite † |
| 117381 Lindaweiland                                | 2004 YU         | Linda Weiland, ameriški uslužbenec za prostorsko planiranje v okrožju Cochise (Cochise County), Arizona in velik sovražnik svetlobnega onesnaženja † |
| 117401–117500                                      |                 | |
| 117413 Ramonycajal                                 | 2005 AE13       | Santiago Ramón y Cajal, španski zdravnik in dobitnik Nobelove nagrade † |
| 117430 Achosyx                                     | 2005 AQ26       | v francoščini "H"-"O"-"6": oznaka observatorija (H06), kjer so odkrili asteroid Observatorij RAS (Rent-A-Scope Observatory) (Remote Astronomy Society Observatory), Mayhill, Nova Mehika, ZDA †                                                                                               |
| 117435 Severochoa                                  | 2005 AJ29       | Severo Ochoa, v Španiji rojen ameriški biokemik in dobitnik Nobelove nagrade v letu 1959 † |
| 117439 Rosner                                      | 2005 AR36       | Arnie in Nancy Rosner, ameriška fotografa † |
| 117501–117600                                      |                 | |
| 117506 Wildberg                                    | 2005 CO25       | mesto Wildberg, Nemčija, kraj, kjer je Observatorij Wildberg † |
| 117539 Celletti                                    | 2005 DJ1        | Alessandra Celletti (rojena 1962), italijanska astronomka na Univerzi v Rimu, poučuje nebesno mehaniko in teorijo dinamičnih sistemov † |
| 117572 Hutsebaut                                   | 2005 EX33       | Robert Hutsebaut, belgijski ljubiteljski astronom † |
| 117601–117700                                      |                 | |
| 117701–117800                                      |                 | |
| 117715 Carlkirby                                   | 2005 GK1        | Carl Kirby, ameriški ljubiteljski astronom † |
| 117736 Sherrod                                     | 2005 GQ22       | Clay Sherrod, ameriški arheolog, raziskovalec v biomedicini, ustanovitelj in predstojnik Observatorijev v Arkansasu † |
| 117801–117900                                      |                 | |
| 117901–118000                                      |                 | |
| 117993 Zambujal                                    | 1064 T-2        | Zambujal, portugalsko arheološko najdišče iz bakrene dobe † |
| 118.001–119.000                                    |                 | |
| 118001–118100                                      |                 | |
| 118101–118200                                      |                 | |
| 118172 Vorgebirge                                  | 1989 GU6        | predgorje Vorgebirge, zahodno od Rena, razteza se od Bonna do Kölna † |
| 118173 Barmen                                      | 1991 GZ10       | mesto Barmen, Nemčija (sedaj je že vključeno v mesto Wuppertal) † |
| 118178 Rinckart                                    | 1992 SJ26       | Martin Rinckart (1586 – 1649), nemški avtor, skladatelj in teolog, ki je napisal ekumensko himno Nun danket alle Gott ("Sedaj se vsi zahvaljujemo našemu bogu") † |
| 118201–118300                                      |                 | |
| 118230 Sado                                        | 1996 WY2        | otok Sado v Japonskem morju, kjer je nastala vrsta japonske glasbene drame Noh † |
| 118301–118400                                      |                 | |
| 118401–118500                                      |                 | |
| 118401 LINEAR                                      | 1999 RE70       | Lincoln Near-Earth Asteroid Research (LINEAR); to telo so pozneje klasificirali kot komet 176P/LINEAR (LINEAR 52) † |
| 118501–118600                                      |                 | |
| 118601–118700                                      |                 | |
| 118701–118800                                      |                 | |
| 118801–118900                                      |                 | |
| 118901–119000                                      |                 | |
| 118945 Rikhill                                     | 2000 WS68       | Richard E. "Rik" Hill, ameriški ljubiteljski astronom, ki je postal poklicni astronom, odkritelj večjega števila kometov † |
| 119.001–120.000                                    |                 | |
| V tem območju številk še ni imenovanih asteroidov. |                 | |
| 119001–119100                                      |                 | |
| 119101–119200                                      |                 | |
| 119201–119300                                      |                 | |
| 119301–119400                                      |                 | |
| 119401–119500                                      |                 | |
| 119501–119600                                      |                 | |
| 119601–119700                                      |                 | |
| 119701–119800                                      |                 | |
| 119801–119900                                      |                 | |
| 119901–120000                                      |                 | |

| Predhodnik: 100.001–110.000 | Pomeni imen asteroidov Seznam asteroidov | Naslednik: 120.001–130.000 |